# 한국바이오협회
한국바이오협회(韓國바이오協會)는 2008년 11월 출범한 바이오 분야 단체로, 한국바이오산업협회와 한국바이오벤처협회, 한국생명공학연구조합 등 3개 단체가 통합되어 출범하였다.

## 개요
한국바이오협회는 정부 지원을 통하여 바이오기업과 제약기업과의 협력을 통한 새로운 모델 창출, 정부와 기업간의 교섭 창구 역할, 해외 관련산업, 기관, 투자가들을 국내에 연결하는 등 한국바이오산업의 성장 및 확대를 위한 활동을 중점적으로 추진하고 있다.
대한민국 산업통상자원부 산업발전법 제38조에 의한 바이오산업분야 대표 단체로서 바이오산업계의 유대를 공고히 하고 바이오 산업계의 기술개발 및 산업화 촉진을 위한 구심체로서의 역할을 함으로써 관련기업 활성화와 국제경쟁력 강화로 국가 경제발전에 공헌함을 목적으로 설립되었다.
2024년 2월, 총 634개의 회원사를 두고 있다.

### 역사
- 1982년 3월: 한국유전공학연구조합 출범 (정주영 이사장)
- 1991년 11월: 한국생물산업협회 출범 (조완규 회장, 허영섭 이사장)
- 1995년 5월: 한국유전공학연구조합의 '한국생명공학연구조합'으로의 개칭
- 2000년 7월: 한국바이오벤처협회 출범 (한문희 회장)
- 2005년 2월: 한국생물산업협회의 '한국바이오산업협회'로의 개칭
- 2008년 11월: 한국바이오협회 통합출범
- 2009년 4월: 역삼동 사무실 개소 및 정기총회 개최
- 2009년 12월: 바이오경제연구센터 설립
- 2011년 1월: 체외진단기업협의회 설립
- 2011년 5월: 판교 코리아바이오파크 사옥 이전
- 2015년 7월: 유전체기업협의회 설립
- 2015년 7월: 제1회 코리아바이오플러스 개최
- 2019년: 한국바이오협회 유튜브 채널 'BioTV' 개설
- 2020년 6월: 한국바이오협회 보스톤 지부 설립
- 2020년 9월: 바이오플러스-인터펙스 코리아 2020 개최
- 2021년 1월: 국내 기업 해외 진출 지원 프로그램 ‘Global Mingle’ 프로그램 출범
- 2021년 4월: 화이트바이오 연대협력 협의체 발족